# Olof Lavesson

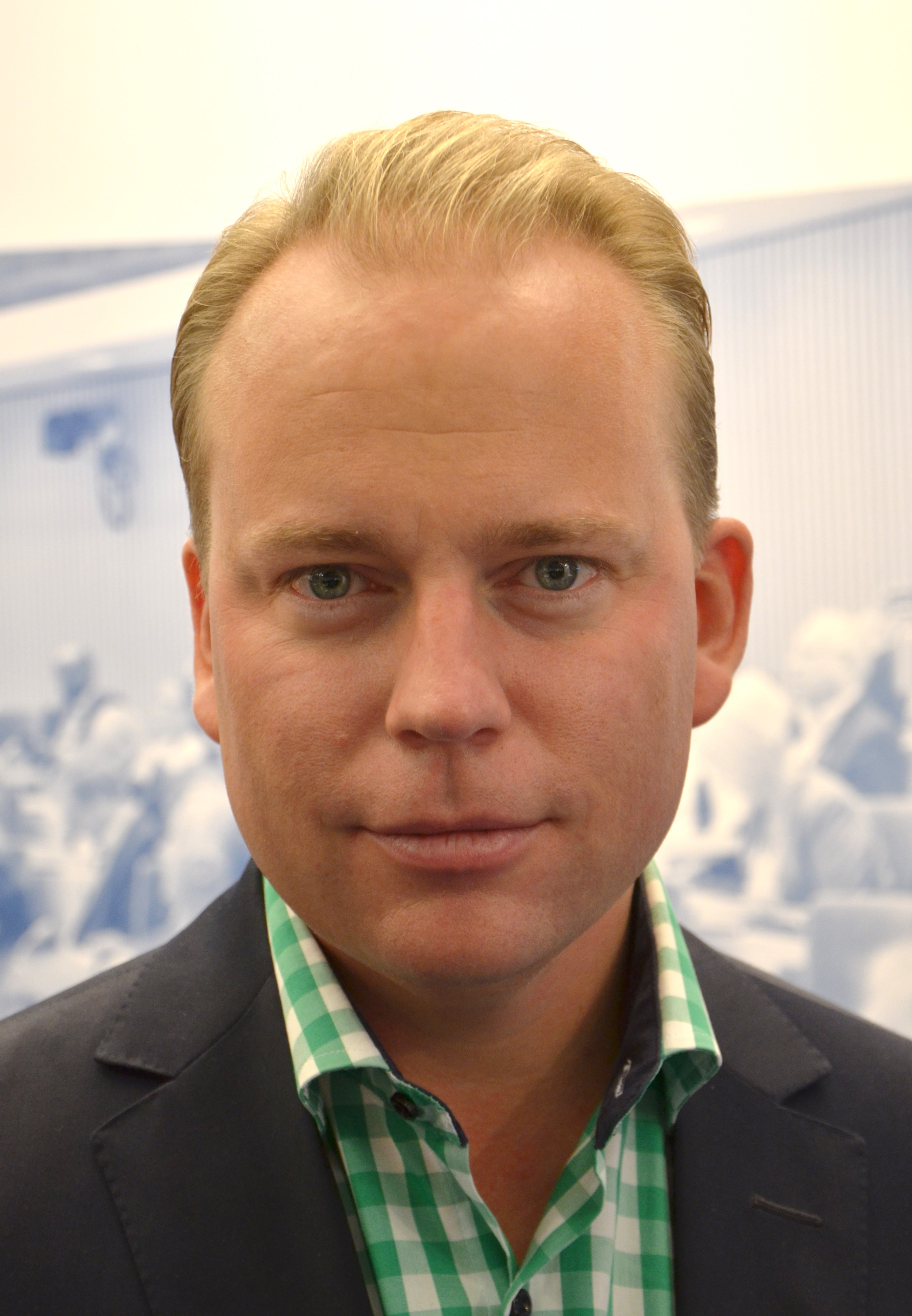
Olof Lavesson (2013)

Olof Lavesson (* 1976) ist ein schwedischer Politiker (Mitglied der konservativen Moderata samlingspartiet) und seit der Wahl 2006 Reichstagsabgeordneter. Er wurde für den Wahlkreis der Gemeinde Malmö (Malmö kommun) auf Platz 62 in den Reichstag gewählt.
Lavesson ist Mitglied des Wirtschaftsausschusses und Ersatzmitglied im Kulturausschuss (2010–2014). In der vorigen Legislaturperiode (2006–2010) war er Mitglied des Kulturausschusses und Ersatzmitglied im Verfassungsausschuss. Davor war er politischer Sekretär der Moderata samlingspartiet in Malmö.